# Protestantyzm na Wybrzeżu Kości Słoniowej

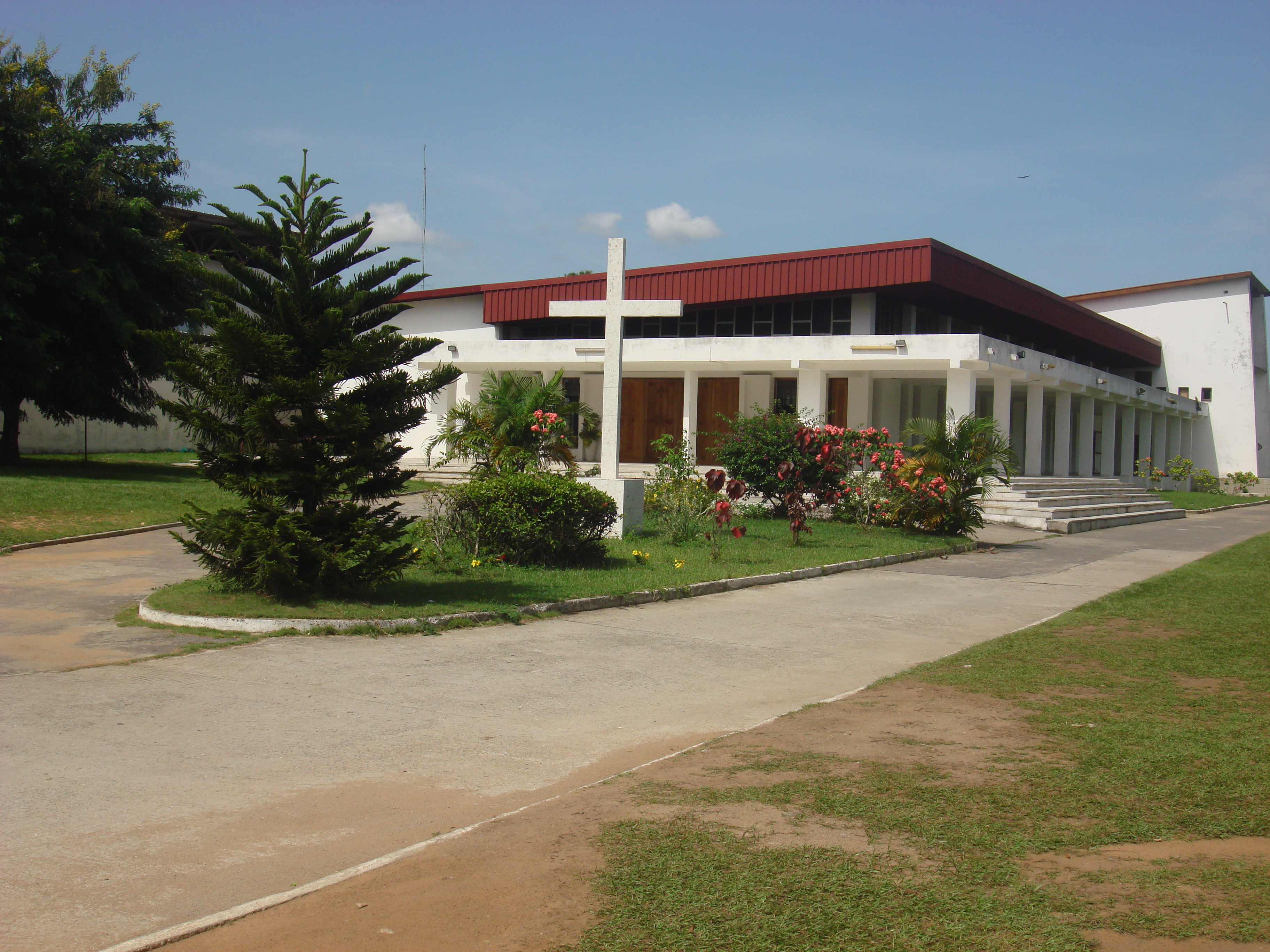
Kościół Metodystyczny w Abidżanie

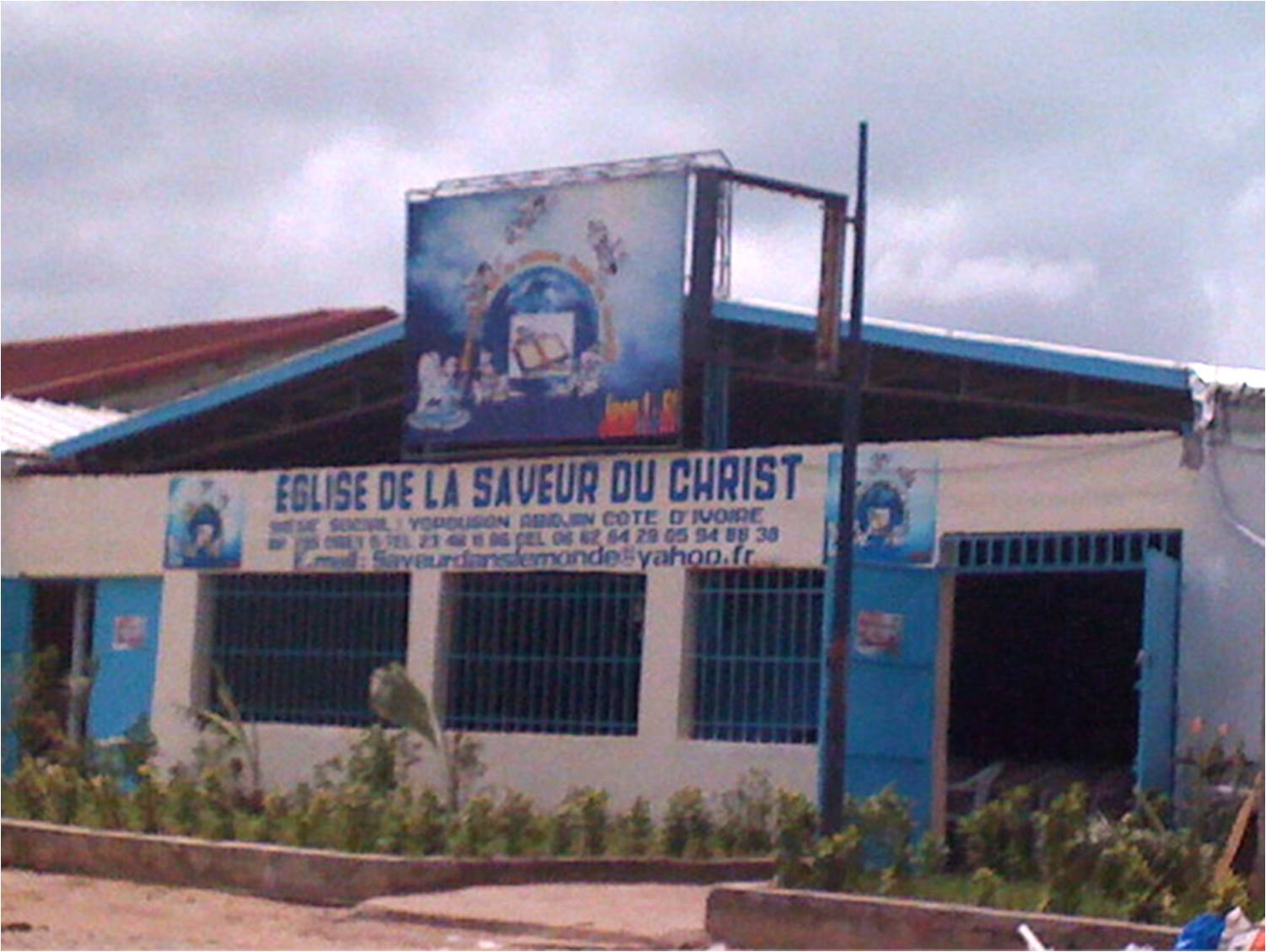
Kościół Ewangeliczny w Yopougon

Protestantyzm na Wybrzeżu Kości Słoniowej – jest mniejszością religijną, w kraju liczącym 25 mln mieszkańców (2017). Według różnych danych wyznawany od 14% do 23% społeczeństwa. Większy odsetek populacji w tym kraju stanowią jedynie muzułmanie (około 40%).
Według Operation World w 2010 roku największe wyznania protestanckie stanowili: zielonoświątkowcy (5,6%) i metodyści (4%), stanowili wówczas 55% wszystkich protestantów. Do innych większych wspólnot należeli: uświęceniowcy, niezależne Kościoły afrykańskie, baptyści, ewangelikalni i adwentyści dnia siódmego.
Według Joshua Project największy odsetek chrześcijan ewangelikalnych występuje wśród plemion: Baule (27%), Mossi (21%), Joruba (20%), Anyi (19%), Attie (15%) i Dan (15%).

## Historia
Główne misje protestanckie, kolejno przybywały na Wybrzeże Kości Słoniowej:
- 1924 – Zjednoczony Kościół Metodystyczny.
- 1927 – Francuscy i amerykańscy misjonarze zakładają największą zielonoświątkową denominację Zbory Boże.
- 1930 – Pierwsi baptyści z Nigerii.
- lata 30. i 40. – Mission Biblique z Francji, CMA i WEC International z USA.
- 1946 – Kościół Adwentystów Dnia Siódmego.
- 1974 – W wyniku schizmy w wewnątrz Unii Południowo-Zachodnich Kościołów Ewangelickich, powstają niezależne kościoły zielonoświątkowe Revival Churches (Kościoły Przebudzeniowe).
- 1975 – Działalność rozpoczynają dwie zielonoświątkowe denominacje: Zielonoświątkowa Misja Apostolska, założona przez Kościół Zielonoświątkowy z Ghany, a także Kościół Poczwórnej Ewangelii.

## Statystyki
Ważniejsze Kościoły protestanckie na Wybrzeżu Kości Słoniowej według najnowszych danych:
| Kościół                                             | Liczba kościołów | Liczba wiernych | Procent ludności |
| --------------------------------------------------- | ---------------- | --------------- | ---------------- |
| Zbory Boże na Wybrzeżu Kości Słoniowej              | 535              | 815 tys.        | 3,78%            |
| Zjednoczony Kościół Metodystyczny                   | 853              | 800 tys.        | 3,71%            |
| Chrześcijański i Misyjny Sojusz                     | 1600             | 408 tys.        | 1,89%            |
| Eglise Harriste                                     | 773              | 206 tys.        | 0,95%            |
| Misja Baptystyczna                                  | 1850             | 185 tys.        | 0,86%            |
| Kościoły Przebudzeniowe                             | 643              | 98 727          | 0,46%            |
| Sojusz Ewangeliczny (WEC International)             | 506              | 84 054          | 0,39%            |
| UEESO-MICI (Mission Biblique)                       | 64               | 79 tys.         | 0,37%            |
| Zielonoświątkowa Misja Apostolska                   | 702              | 59 tys.         | 0,27%            |
| Into Africa Project                                 | 433              | 55 tys.         | 0,25%            |
| Kościół Adwentystów Dnia Siódmego                   | 52               | 47 850          | 0,22%            |
| Konwencja Baptystyczna                              | 149              | 33,6 tys.       | 0,16%            |
| Stowarzyszenie Ewangelicznych Chrześcijan Baptystów | 400              | 20 tys.         | 0,09%            |
| Kościół Poczwórnej Ewangelii                        | 15               | 18 tys.         | 0,09%            |
| Kościół Apostolski                                  | 15               | 2 tys.          | 0,01%            |
| Kościół Bożych Proroctw                             | 33               | 1582            | 0,008%           |
| Mennonici                                           | 9                | 1,1 tys.        | 0,005%           |